# Arthur Young (rugby à XV)
Pour les articles homonymes, voir Arthur Young (homonymie) et Young.
Pas d'image ? Cliquez ici

a Compétitions nationales et continentales officielles uniquement.

b Matchs officiels uniquement.
Arthur Tudor Young, né le 14 janvier 1901 à Darjeeling (Raj britannique) et décédé le 26 février 1933 à Bareli (Raj britannique), est un joueur de rugby à XV, qui joue avec l'équipe d'Angleterre de 1924 à 1929, évoluant au poste de demi de mêlée.

## Carrière
Arthur Young honore sa première cape internationale le 19 janvier 1924 contre le pays de Galles. 
Il se fracture une côte le 10 octobre 1926 lors d'un match de Blackheath FC perdu contre Newport RFC (16-8),.
Il remporte avec l'Angleterre le Tournoi des Cinq Nations 1924 et celui de 1928, réussissant le Grand Chelem. Il dispute seize rencontres du Tournoi.
Il dispute la tournée en Afrique du Sud en 1924 des Lions.

## Palmarès

### En équipe nationale
- 18 sélections avec l'équipe d'Angleterre.
- 6 points, 2 essais
- Sélection par année : 4 en 1924, 2 en 1925, 3 en 1926, 3 en 1927, 5 en 1928, 1 en 1929.
- Six Tournois des Cinq Nations disputés :  1924, 1925, 1926, 1927, 1928, 1929.
- Deux Grands Chelems en 1924 et en 1928.

### Avec les Lions
- Une sélection avec les Lions.
- Sélection par année : 1 en 1924.